# Graddasjaure
Graddasjaure är en sjö i Arjeplogs kommun i Lappland och ingår i Saltelvas huvudavrinningsområde. Sjön har en area på 0,34 kvadratkilometer och ligger 1 032,1 meter över havet. Sjön avvattnas av vattendraget Graddiselva.

## Delavrinningsområde
Graddasjaure ingår i det delavrinningsområde (740186-149948) som SMHI kallar för Gräns mot Norge. Medelhöjden är 937 meter över havet och ytan är 39,23 kvadratkilometer. Det finns inga avrinningsområden uppströms utan avrinningsområdet är högsta punkten. Avrinningsområdets utflöde Graddiselva mynnar i havet. Avrinningsområdet består mestadels av kalfjäll (94 procent). Avrinningsområdet har 0,54 kvadratkilometer vattenytor vilket ger det en sjöprocent på 1,4 procent.